# Podzemní církev
Podzemní církev (také skrytá, tajná či umlčená církev, latinsky ecclesia silentii, anglicky underground church) je obecné označení aktivit místní církve, které z důvodu pronásledování křesťanů nemohou být vykonávány veřejně. Do skrytosti se podle míry represí přesouvá část (např. teologické studium, výchova mládeže, samizdat, náboženské spolky či neformální komunity, sama křesťanská praxe) nebo veškerá činnost církve (včetně svěcení a činnosti kléru). Tajná činnost je pak navenek prezentována jako nenáboženská soukromá aktivita.
Skrytá společenství jsou dodnes v místních církvích Číny, dříve v zemích východního komunistického bloku. Paralely lze hledat i na počátku 20. století v Mexiku, v 17.–19. století v Japonsku až po pronásledování protestantů v novověku, středověku a prvotních křesťanů v antickém Římě. V mnoha směrech se podobají dnešnímu hnutí Emerging Church, které hledá nové formy činnosti často mimo oficiální církevní struktury.

## Skrytá katolická církev v Československu

### Poválečná a 50. léta
Po nástupu totality v Československu v roce 1948 byly razantně provedeny agresivní akce proti církvi, na Slovensku dokonce v návaznosti na problematičnost Slovenského státu již od konce války. Došlo k rozprášení řádů a internaci 10 000 řeholníků a řeholnic v rámci Akce K a deportace 200 ze 300 kněží řeckokatolické církve v rámci Akce P. Během 50. let byly zinscenovány monstrprocesy spojené s dlouholetými tresty asi 1000 kněží a řeholníků, asi 20 skončilo život předčasně justiční vraždou nebo smrtí ve vazbě či vězení.
Mnozí významní představitelé řeholníků, biskupů, Orlů a lidovců či obecně intelektuálů byli vězněni nebo internováni. Řadě kněží byl odebrán souhlas s výkonem služby, nebo byli alespoň přeloženi do mrtvých farností, zbytek byl zastrašen, izolován a dezinformován. Bylo zrušeno církevní školství, paralyzovány teologické fakulty a založena kolaborantská Katolická akce a Mírové hnutí katolického duchovenstva. Tolerovány byly jen formální projevy religiozity, jako např. svátosti.
Po tuto dobu se církev mohla ve skrytosti projevovat jen řídce. V Brně Stanislav Krátký organizoval tajné teologické studium. Františkáni a salesiáni se pokoušeli o pokračování existence, salesiáni prováděli první tábory pro mládež. Laici vytvářeli duchovní společenství především okolo svých rodin nebo přátel. V žalářích věznění kněží organizovali pro spoluvězně studium a udělovali jim svátosti.
Snahou bylo také udržet existenci kléru, který může rozšířit pouze biskup. Proto papež udělil místním církvím soubor dispensí – tzv. mexické fakulty, které zjednodušovaly náboženský život církve v ohrožení. Tajně vysvěceným biskupům (tj. neveřejně a bez nutného státního souhlasu) se však skrývat svoji činnost dlouhodobě před StB nedařilo. Noví kněží byli svěceni zpravidla tajnými biskupy. Tajně vysvěcení biskupové byli:
| biskup               | nacionále                                                                  | kněžské svěcení/ biskupská konsekrace         | světící biskup konsekrace | poznámka |
| -------------------- | -------------------------------------------------------------------------- | --------------------------------------------- | ------------------------- | --- |
| Kajetán Matoušek     | * 7. srpna 1910 Praha – † 21. října 1994 Praha                             | 22. prosince 1934 tajně 17. září 1949         | Antonín Eltschkner        | souhlas papeže ex ante, svěcen pro pražskou diecézi, světícím biskupem do 5. června 1992 |
| František Tomášek    | * 30. června 1899 Studénka – † 4. srpna 1992 Praha                         | 5. července 1922 tajně 14. října 1949         | Josef Matocha             | souhlas papeže ex ante, svěcen pro olomouckou diecézi, od 18. února 1965 apoštolským administrátorem pražské arcidiecéze, od 24. května 1976 kardinálem "in pectore", od 20. prosince 1977 do 26. března 1991 arcibiskupem pražským |
| Štefan Barnáš        | * 19. ledna 1900 Slovenská Ves – † 19. dubna 1964 Pezinok                  | 29. června 1925 tajně 5. listopadu 1949       | Ján Vojtaššák             | souhlas papeže ex ante, jako světící biskup pro spišské diecéze |
| Ladislav Hlad        | * 3. února 1908 Plzeň – † 16. prosince 1979 Moravec                        | 6. července 1930 tajně 26. března 1950        | Štěpán Trochta            | souhlas papeže ex ante, jako světící biskup pro pražskou diecézi |
| Anton Richter        | * 13. června 1899 Štósi – † 20. června 1975 Pezinok                        | 29. července 1922 tajně 29. dubna 1950        | Michal Buzalka            | od roku 1969 kanovník Kolegiátní kapituly u sv. Martina v Bratislavě |
| Karel Otčenášek      | * 13. dubna 1920 České Meziříčí – † 23. května 2011 Hradec Králové         | 17. března 1945 tajně 30. dubna 1950          | Mořic Pícha               | souhlas papeže ex ante, svěcen pro královéhradeckou diecézi, od 27. ledna 1990 do 26. září 1998 sídelní biskup královéhradecké diecéze                                                                                              |
| Pavol Hnilica        | jezuita, * 30. března 1921 Unatín – † 8. října 2006 Nové Hrady             | tajně 29. září 1950 tajně 2. ledna 1951       | Róbert Pobožný            | souhlas papeže ex post – titulárním biskupem až v roce 1964. |
| Ján Chryzostom Korec | jezuita, * 22. ledna 1924 Bošany – † 24. října 2015 Nitra                  | tajně 1. října 1950 tajně 24. srpna 1951      | Pavol Hnilica             | souhlas papeže ex post, od 6. února 1990 do 9. června 2005 sídelním biskupem nitranským, od 28. června 1991 kardinálem. |
| Dominik Kaľata       | jezuita, * 19. května 1925 Nowa Biala – † 24. srpna 2018 Ivanka pri Dunaji | tajně 12. srpna 1951 tajně 9. září 1955       | Ján Korec                 | od roku 1976 pomocný biskup v arcidiecézi Freiburg im Breisgau. |
| Peter Dubovský       | jezuita, * 28. června 1921 Rakovice – † 10. dubna 2008 Ivanka pri Dunaji   | tajně 24. prosince 1950 tajně 17. května 1961 | Dominik Kaľata            | souhlas papeže ex ante, od 12. ledna 1991 a do 30. července 1997 pomocným biskupem banskobystrickým. |
| Jan Blaha            | * 12. března 1938 Brno – † 13. prosince 2012 Brno                          | tajně 12. července 1967 tajně 28. října 1967  | Peter Dubovský            | před svoji smrtí byl činný jako výpomocný duchovní ve farnosti Brno-Křenová. |
| Felix Davídek        | * 21. ledna 1921 Chrlice u Brna – † 18. srpna 1988 Brno                    | 24. července 1945 tajně 29. října 1967        | Jan Blaha                 | konsekrace se souhlasem papeže Pavla VI. (Zpráva z Norimberku odevzdaná biskupem Hnilicou) |

Následující konsekrace viz společenství Koinótés.

### Pražské jaro a normalizace
Od konce 60. do začátku 70. let došlo k obměkčení režimu, propouštění vězňů na amnestie, rehabilitace, obsazování některých volných biskupských stolců, část duchovních získala státní souhlas. Církev obnovila část svých činností, ožily formálně dosud nezrušené řády, učitelé se vraceli na teologické fakulty. Většina však dosud tajných aktivit nebyla zveřejněna a prozíravě se vyčkávalo.
Po okupaci přišla však normalizace a represe režimu začaly nanovo, tentokráte především ve formě policejní šikany, odebírání státních souhlasů, propouštění ze zaměstnání, založením kolaborantského Sdružení katolických duchovních Pacem in terris, infiltrací agentů a spolupracovníků StB do církve a až na výjimky bez ambicí fyzické likvidace osob. Polovina ze dvou tisíc farností neměla faráře, obsazeny byly dvě ze 17 diecézí.
Proto se opět část aktivit přesunula do skrytosti, především duchovní život, teologické studium, studium bohosloví a řeholní řády vůbec. Podzemní církev se personálně prolínala nebo stýkala s veřejnou částí církevní hierarchie tam, kde byla důvěra, že nedochází ke kolaboraci s režimem. Veřejně byly prováděny také tolerované náboženské úkony, jako jsou svátosti, návštěvy bohoslužeb. Snahou bylo i napojit náboženský disent s kulturním a politickým (Charta 77).
Svěcení tajných kněží zajišťovali buď tajní biskupové (Korec, Dubovský, Davídek), nebo oficiální biskupové z Polska (Karol Wojtyla) a z východního Německa (Hans-Reinhard Koch a Hugo Aufderbeck z Erfurtu, Gerhard Schaffran z Míšně, Joachim Meisner z Berlína). Některé činnosti se v oficiálních i skrytých strukturách církve dařilo koordinovat díky třem tajným grémiím s dobrým napojením na Vatikán a arcibiskupa Tomáška, které tvořili řeholníci, klérus, laici.
Na kobeřickém sněmu společenství „Koinótes“, konaném 25.–26. prosince 1970, došlo k rozkolu v české podzemní církvi. Jedním z projednávaných témat mělo být i teologické posouzení možnosti svěcení žen. Dva dny po sněmu biskup Felix Maria Davídek vysvětil Ludmilu Javorovou na jáhna i kněze. Na jáhny a možná i na kněze vysvětil i několik dalších žen. V roce 2001 prohlásil Vatikán tato svěcení za neplatná. V rámci konspirace byli svěceni také ženatí muži, ti byli formálně přiřazeni řeckokatolickému ritu.
Církev byla po Druhém vatikánském koncilu přiblížena světu. Vatikán vedl skrze Agostina Casaroliho vyjednávání o modus vivendi. Přestože z komunikace se skrytou církví zazněl jasný hlas „raději žádné biskupy, než kolaboranty“, byli v roce 1972 vybráni kandidáti a posléze vysvěceni na biskupy. Sporná postava byl zejména předseda Pacem in terris Josef Vrana (olomoucká diecéze), další kandidáti byli Jozef Feranec (bansko-bystrická diecéze), Július Gábriš (trnavská diecéze), Ján Pásztor (nitranská diecéze), kteří složili svůj slib do rukou předsedy vlády. Člen vatikánské delegace se také setkal s tajnými biskupy Dubovským, Korcem a Davídkem.
Vzhledem ke svému často neformálnímu základu byla podzemní církevní aktivita velmi ekumenická (tj. s dobrými vztahy mezi různými církvemi a denominacemi) a ochotně navazovala na modernizační tendence Druhého vatikánského koncilu.[zdroj?]
K nejvýznamnějším částem skryté církve patřili:
- aktivity řeholních společenství: salesiáni, dominikáni, premonstráti, františkáni, jezuité, dominikánky, františkánky, boromejky. Jejich příslušníci se zpravidla snažili zabránit vymření svých ilegálních řádů otevřením tajných noviciátů, studia teologie a bohosloví. Salesiáni se zvláště zasadili pořádáním táborů pro mládež tzv. „chaloupek“.[14]
- studijní centra pod vedením Josefa Zvěřiny organizující soukromé studium teologie a bohosloví po celé republice a Oto Mádra vydávající katolický samizdat (Teologické texty, Teologický sborník, Orientace, edice knih Duch a život, časopis pro rodiny Vzkříšení)
- laický okruh okolo Václava Hovorky sahají do doby Protektorátu, po jehož emigraci v roce 1948 převzal Antonín Bělohlávek. Po roce 1968 došlo ke sloučení se skupinou okolo Václava Dvořáka. Na konci 70. let navázali kontakty s Koinótés a Felix Davídek vysvětil šest kněží. Skupiny byly odlišné od běžné církevní praxi spojením kněžství a civilního povolání a neobvyklým přijímáním pod obojí. Do této skupiny patřili také Tomáš Halík a Petr Piťha, kteří jsou také autoři konceptu Desetiletí duchovní obnovy.
- společenství Koinótés s biskupem Felixem Davídkem a vlastní hierarchií biskupů dávající důraz na konspiraci a autonomii
- společenství Fridolína Zahradníka odtržená od Koinótés
- skupiny napojené na Koinótés skrze udělovaná svěcení kléru (např. Ecclesia silentii Jana Konzala)
- laické hnutí Fokoláre

### Integrace v době svobody
Ačkoliv církev je teologicky chápána jako jeden celek, došlo po znovuzískání svobody k rozporům mezi nově ustanoveným episkopátem a části vázané apoštolskou posloupností na Koinótés.
Klíčové osobnosti podzemí teologie a samizdatu Josef Zvěřina a Oto Mádr nebyli přijati jako učitelé na obnovené teologické fakulty v Praze. Mladší generace tajných kněží Tomáš Halík a Ivan Štampach byli zakrátko odejiti.
Řády, kterým se ilegálně nepodařilo působit, po ukončení totality obtížně obnovovaly svůj noviciát (např. Opaskovi břevnovští benediktini).